# Kende Zsigmond (orvos)
Kende Zsigmond (1917-ig Klein, Budapest, 1888. július 6. – Budapest, 1971. december 16.) orvos, élelmiszer-bakteriológus, pártelnök, a Galilei Kör alapító tagja, Kende Péter szociológus édesapja.

## Élete

### Fiatalkora
Zsidó családban született, édesapja Klein Fülöp tejkereskedő, édesanyja Friedmann Fanni volt. Középiskolába a Tavaszmező utcai gimnáziumba járt. 20 évesen a Galilei Kör egyik alapítója volt, majd a szervezet titkára, s elnöke, illetve folyóiratának (Szabadgondolat) szerkesztője (1911-1912). 1911-ben orvosi oklevelének megszerzése után a Rókus Kórházban helyezkedett el mint másodorvos, később pedig főorvosként dolgozott. Orvosként részt vett az első világháborúban. 1914-től közel öt éven át volt a PRP ifjúsági csoportjának irányítója. A Magyarországi Tanácsköztársaság alatt a Népjóléti Népbiztosság Közegészségügyi Intézetének adjunktusaként működött, s ő szervezte az intézet járványbizottságát. A kommün alatti tevékenysége miatt a következő évben főorvosi állásából elbocsátották.

### További élete

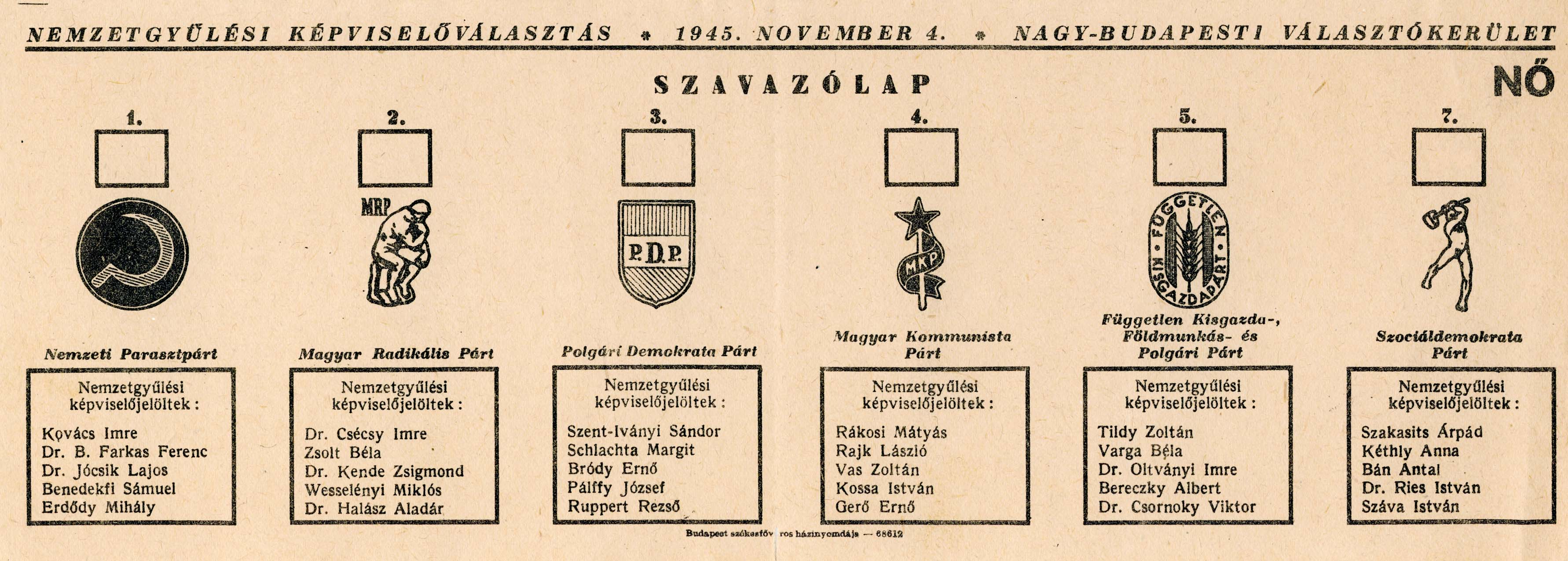
Szavazólap 1945-ben

Kende 1920-tól 1946-ig a Központi Tejcsarnok Vállalatnál dolgozott, mint élelmiszerhigiénikus, illetve bakteriológus. Az 1930-as években szervezte a Keddi társaságot, amelynek egyben tagja is volt. 1945-ben az Országos Tejipari Vállalat igazgatójának tették meg, s a főváros tejellátása az ő feladata volt. Ugyanezen évtől kezdve 3 éven át volt a Magyar Radikális Párt ügyvezető elnöke, illetve választási vezetője, a választási pénztár felügyelője. Az 1945-ös választások során képviselőjelölt volt, az 1947-es választásokon pedig pótképviselő. 1947. december 12-től behívott képviselő volt. Kezdetben a Magyar Radikális Párt nagy-budapesti, később a Magyar Függetlenségi Népfront országos, majd (1953. május 17. – 1958. szeptember 26.) a Pest megyei listájáról. 1948 tavaszán, mint pártja vezérszónoka, az államosítás mellett szólalt fel. 1950-től 11 éven át a XIII. Kerületi Tanács, illetve Fővárosi Tanács egyik tagja, s ezen utóbbi intézmény Egészségügyi Állandó Bizottságának elnöke volt. 1948-tól két éven át az Országos Közegészségügyi Intézet osztályigazgatója volt. 1950-től az Élelmiszeripari Minisztérium szaktanácsadója egészen 1958-ig. 1959 és 1962 között a Tejipari Központ bakteriológiai laboratóriumának munkatársa volt, majd 1966-os nyugdíjba vonulásáig az Országos Élelmezés- és Táplálkozástudományi Intézet munkatársaként dolgozott.
Az 1940-es évek második felétől kezdve 1950-ig a Haladás című lapot szerkesztette.
Legfőbb kutatási területe a tejipari bakteriológia volt.

## Fő műve
- A Galilei Kör megalakulása (Hanák Péter tanulmányával, Bp., 1974).